# Onesia accepta
Onesia accepta är en tvåvingeart som först beskrevs av Malloch 1927.  Onesia accepta ingår i släktet Onesia och familjen spyflugor. Inga underarter finns listade i Catalogue of Life.